# Piano di Sorrento
Piano di Sorrento község (comune) Olaszország Campania régiójában, Nápoly megyében.

## Fekvése
Nápolytól 25 km-re délkeletre fekszik. Határai:

## Története
Piano di Sorrento i. e. 6 században alakult ki Planities név alatt. Valószínűleg görög telepesek vagy etruszkok alapították. A római idők óta Sorrentóhoz tartozott, amelytől 1808-ban vált függetlenné. A 16–18. században élte a virágkorát, a tengeri kereskedelem gyors fejlődése következtében. Elsősorban mezőgazdasági illetve halásztelepülés volt.

## Népessége
A népesség számának alakulása:

## Főbb látnivalók
- Villa Fondi – 18. századi neoklasszicista stílusban épült villa, amelyet tipikus sorrentói kert vesz körbe: narancs, citrom és más gyümölcsfákkal.
- Marina di Cassano – egykori kikötője
- San Michele Arcangelo-bazilika – amely a hagyományok szerint egy pogány templom helyére épült a 16–17. században.